# 特雷兹旺
特雷兹旺（法語：Treize-Vents，法語發音：[tʁɛz vɑ̃]）是法国卢瓦尔河地区大区旺代省的一个市镇，属于永河畔拉罗什区。

## 地理
特雷兹旺（46°55'15"N, 0°50'52"W）面积19.12 平方千米，位于法国卢瓦尔河地区大区旺代省，该省份为法国西部沿海省份，北起大西洋卢瓦尔省和曼恩-卢瓦尔省，西临大西洋，南至滨海夏朗德省，东部及东南部与德塞夫勒省接壤。
与特雷兹旺接壤的市镇（或旧市镇、城区）包括：莫莱翁、塞夫尔河畔圣阿芒、莱塞佩斯、马列夫尔、塞夫尔河畔圣洛朗、圣马洛迪布瓦、塞夫勒蒙。

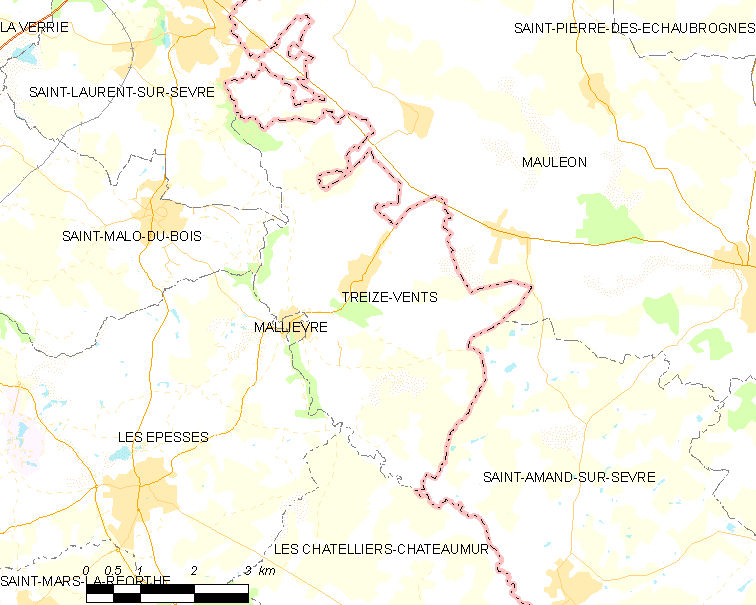
特雷兹旺的OSM定位图

特雷兹旺的时区为UTC+01:00、UTC+02:00（夏令时）。

## 行政
特雷兹旺的邮政编码为85590，INSEE市镇编码为85296。

## 政治
特雷兹旺所属的省级选区为塞夫尔河畔莫尔塔涅县。

## 人口

1962-2008年间特雷兹旺人口变化图示

特雷兹旺于2022年1月1日时的人口数量为1240人。